# Торриджано, Пьетро
Пьетро Торриджано, также Пьетро Торриджани или Пьетро Торризано по прозванию Пьеро д’Антонио (итал. Pietro Torrigiano, Piero Torrigiani, Pietro Torrisano, Piero d’Antonio; 24 ноября 1472, Флоренция — август 1528, Севилья) — скульптор, живописец и художник-медальер итальянского Возрождения флорентийской школы.

## Биография
Пьетро Торриджано родился во Флоренции, обучался в школе рисунка Бертольдо ди Джованни, расположенной в «Садах Сан-Марко» во Флоренции, организованной Лоренцо Медичи Великолепным, а также, вместе с Микеланджело работал в боттеге Доменико Гирландайо. Пьетро был известен своим бурным нравом. Согласно «Жизнеописаниям» Джорджо Вазари, «Особенно ненавидел он Микеланджело, и не за что другое, как только за то, что тот на его глазах прилежно изучал искусство, к тому же ему было известно, что тот тайком рисовал у себя дома и по ночам, и по праздникам, почему в саду ему всё удавалось лучше, чем всем остальным, и за что он и был так обласкан Лоренцо Великолепным. Поэтому, движимый жестокой завистью, он постоянно искал случая оскорбить его делами либо словами. И вот когда однажды дело дошло у них до драки, Торриджано ударил Микеланджело кулаком по носу с такой силой, что переломил его так, что тот так и ходил всю свою жизнь с приплюснутым носом. Это стало известным Великолепному, и тот разгневался так, что если бы Торриджано не бежал из Флоренции, то был бы наверняка строго наказан». Скульптор Бенвенуто Челлини рассказывал эту историю иначе: «Мы с этим [Микеланджело] Буонарроти, когда были мальчиками, ходили в церковь Кармине, чтобы учиться рисованию в капелле Мазаччо. У Буонарроти была привычка подшучивать над всеми, кто там рисовал; и однажды, между прочим, когда он меня раздражал, я рассердился больше обычного и, сжав кулак, так ударил его по носу, что почувствовал, как кость и хрящ повалились у меня под костяшками пальцев, как бисквит; и этот мой знак он унесёт с собой в могилу».
Зная несносный, неуживчивый характер Микеланджело, следует признать вторую версию более близкой к действительности. Однако Ирвинг Стоун в своём биографическом романе о Микеланджело приводит доводы в пользу первой версии.
В результате своего необдуманного поступка Торриджано был вынужден бежать (в иной версии был изгнан) из Флоренции. Большую часть своей жизни Пьетро Торриджано провёл в странствиях. Он работал для семейства Борджиа в Риме, в Болонье и в Сиене. В течение краткого периода был наёмником во время войн между итальянскими государствами, а также работал скульптором в Сиене, где создал статую Святого Франциска Ассизского для алтаря Пикколомини в Сиенском соборе, созданного в 1481—1485 годах по проекту Андреа Бреньо, затем работал в Риме, в церкви Сан-Джакомо-дельи-Спаньоли, где создал хор из полихромного мрамора. Между 1509 и 1510 годами он трудился в Антверпене по заказам Маргариты Австрийской.
В 1510 году король Генрих VIII вызвал Торриджано в Англию для работы в Вестминстерском аббатстве над надгробным памятником родителям монарха, Генриху VII и его жене, Елизавете Йоркской (1512—1518). Он создал терракотовые скульптуры, изображающие Генриха VII, Генриха VIII и священнослужителя Джона Фишера. Он также, вероятно, сделал очень реалистичное изображение Генриха VII. В 1510 году ему было поручено создать надгробный памятник леди Маргарет Бофорт, матери Генриха VII. Бронзовые и мраморные статуи Торриджано этого периода считаются первыми подлинными произведениями итальянского Возрождения на территории Англии, и они представляют собой своеобразное соединение черт культуры итальянского Возрождения и английского Тюдор-Ренессанса.
В 1519 году скульптор посетил Флоренцию, затем возвратился в Англию и оттуда направился в Испанию. Работал в Севилье, где в 1522 году выполнил терракотовые статуи Святого Иеронима и Мадонны с Младенцем (обе находятся в севильском Музее изящных искусств). Впоследствии Торриджано был обвинён инквизицией в ереси. По одной из версий, согласно мнению Вазари, его обвинили в иконоборчестве за то, что он разбил резцом статую Мадонны, которую сам же изваял для герцога Аркоса, который не заплатил ему должным образом. За это художник был брошен в тюрьму, там и скончался. Однако точные сведения о причинах и дате смерти отсутствуют.

## Галерея
- Христос Искупитель (Cristo Redentore). Между 1500 и 1510. Терракота. Сакристия церкви Санта-Тринита, Флоренция
- Христос Спаситель. Ок. 1505. Мрамор. Бёргли-хаус, Стэмфорд, Коннектикут, США
- Надгробие Генриха VII и Елизаветы Йоркской. 1512—1518. Вестминстерское аббатство, Лондон
- Генрих VII. 1509—1511. Терракота. Музей Виктории и Альберта, Лондон
- Памятник доктору Джону Йонгу. Библиотека Моэна Королевского колледжа, Лондон
- Матерь Скорбящая (Mater Dolorosa). Между 1507 и 1510. Терракота. Рейксмюсеум, Амстердам
- Дева Вифлеемская. Ок. 1525. Терракота. Музей изящных искусств, Севилья
- Св. Иероним. Ок. 1525. Терракота. Музей изящных искусств, Севилья